# Tundumbaho
Tundumbaho is een bestuurslaag in het regentschap Nias Selatan van de provincie Noord-Sumatra, Indonesië. Tundumbaho telt 833 inwoners (volkstelling 2010).